# Sparbu
Sparbu is een plaats in de Noorse gemeente Steinkjer, provincie Trøndelag. Sparbu telt 607 inwoners (2007) en heeft een oppervlakte van 0,52 km². Het dorp heeft een station aan Nordlandsbanen van waar een verbinding is met Trondheim en Steinkjer.

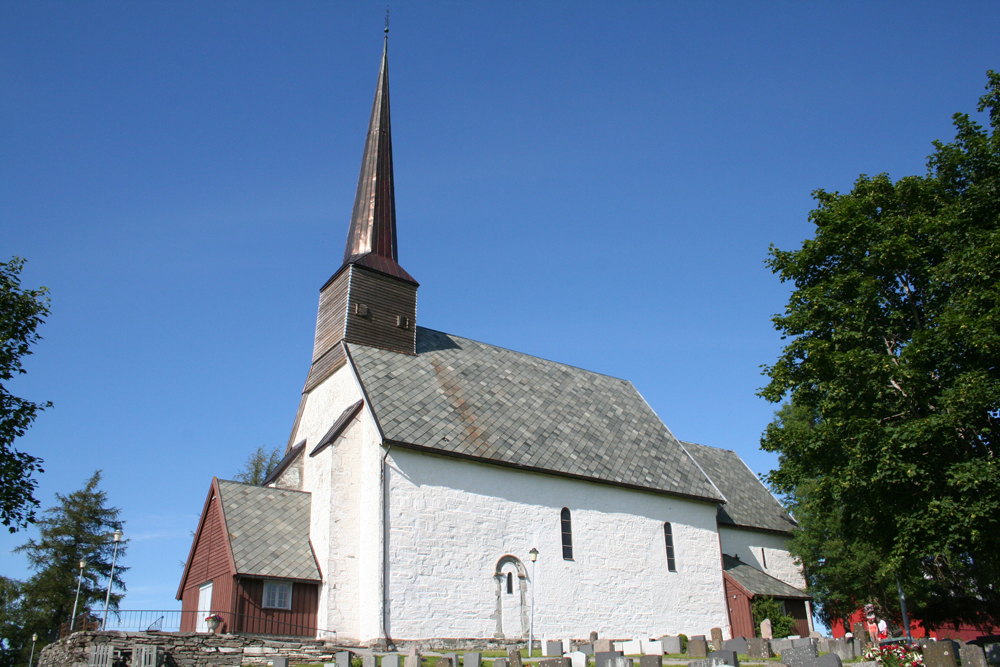
Mære kirke

In 1837 werd Sparbu als formannskapdistrikt een zelfstandige gemeente. In 1884 werd Ogndal afgesplitst. In 1964 werd Sparbu samen met Beitstad, Ogndal, Egge, Kvam en Stod bij Steinkjer gevoegd. De parochiekerk van Sparbu staat even ten noorden van het dorp in het gehucht Mære. Het stenen gebouw stamt uit de tweede helft van de 12e eeuw.